# Массовое убийство в Глазерхау
Массовое убийство в Глазерхау (ныне поселок имеет словацкое название Склене в округе Турчанске-Теплице, до 1927 г.: Склено, Склене) произошло 21 сентября 1944 г. во время Словацкого национального восстания. Когда партизанские отряды заняли село, 187 мужчин — немецкоязычных жителей села были расстреляны. Партизаны принадлежали к 3-й роте 8-го отдела 1-й чехословацкой партизанской бригады. Они были вытеснены в поселок 20 сентября и действовали по устному распоряжению командира — советского инструктора Леонида Николаевича Славкина (род. 1916 в Владивостоке, ум. 1971 г. в Запорожье).

## Ход событий
Все немецкие мужчины села в возрасте от 16 до 60 лет были вызваны на сельскую площадь по приказу словацких партизан утром с лопатами, якобы на работу. Затем группу привели к железнодорожной станции и погрузили в несколько вагонов. Поездом их вывезли на тупиковую ветку в двух километрах от села. Около 25 мужчин были выведены первыми, им приказали выкопать яму в соседнем лесу: 8 м длиной, 1,50 м в ширину и чуть менее 60 см глубиной. После этого их загнали в яму и убили из пулемётов.
После этого большинство других мужчин были расстреляны, лишь немногим удалось бежать в лес. Расстрелянные несколько дней лежали на открытом воздухе и были похоронены родственниками в братской могиле на краю леса после ухода партизан .

## Уцелевшие
Расстрел начался из тех, кто был в последнем вагоне. Благодаря учителю Йозефу Стрицу, который рисковал своей жизнью, удалось вовремя переправить 63 человека из первого вагона в местность Словенска-Лупча (Windisch Liptsch) и таким образом спасти от расстрела. Их семьи считали мёртвыми, пока через некоторое время они не вернулись в Глазерхау .
Среди уцелевших свидетелей расправы был пастор монсеньор Йозеф Песси, который упал сразу после открытия огня, притворился мёртвым и выжил с умеренными огнестрельными ранениями, лёжа среди погибших. Он пережил послевоенную депортацию и впоследствии стал деканом в Вюртемберге.
Резня в Глазерхау, вероятно, была бы более масштабной, если бы не традиционный выезд мужчин из села на сезонную работу в Австрию с весны до осени. В Глазерхау тогда насчитывалось 4500 жителей, из которых около 2600 были немцами.

## Подобные события
Бойня в Глазерхау — наиболее известное из нескольких подобных преступлений против карпатских немцев, произошедших с конца августа по конец сентября 1944 г. Подобные массовые расправы состоялись также в городах Вельке-Поле / Гохвис и Паулиш (вместе 85 погибших), Ружомберок / Розенберг-им-Ваагталь (27 августа 1944 года, 146 погибших), Банска-Штьявница / Шемниц, Банска-Быстрица / Нойзоль, Гандлова / Крикергау (более 80 погибших), Нитрянске-Правно (тогда Немецке-Правно / Дойч-Пробен, 30 погибших), лагерь Склабина (130 погибших), в Дойч-Липш (32 погибших), Куншау (69 погибших) и других местах. Всего было заявлено о более 600 погибших. Эти убийства стали прелюдией к бегству карпатских немцев из Словакии.

## Расследование
После возникновения Второй Словацкой Республики словацкие правозащитники, в том числе Йозеф Стриц, стремились выяснить правду о массовых убийствах. С 1994 года на месте расправы возведён мемориал. В архиве Музея Словацкого национального восстания в Банска-Быстрице (бывший Нойзоль) хранятся заявления шести убийц об их деятельности и полученные ими команды в течение всего периода восстания . В конце 1990-х было начато полицейское расследование, но оно было прекращено без суда, поскольку главный обвиняемый Леонид Славкин умер ещё в 1971 году.

## литература
- Bundesministerium für Vertriebene, Flüchtlinge und Kriegsgeschädigte Hg. & Theodor Schieder (Bearb.): Dokumentation zur Vertreibung der Deutschen aus Ost-Mitteleuropa. Bd. 4, 1-2: Die Vertreibung der deutschen Bevölkerung aus der Tschechoslowakei. Bonn 1957.
- Johann Grossmann, Johann Daubner: Glaserhau. Ein deutsches Dorf im Hauerland. 2., überarb. Aufl. Schwäbisch Gmünd 1986.
- Silvester Stric: Josef Stricz der Kämpfer für Glaserhau. Erinnerungsschrift an meinen Vater. Mit zahlreichen Abbildungen und Faksimiles, Herausgeber: Slovenske Narodne Museum, 2003.